# Kriotron

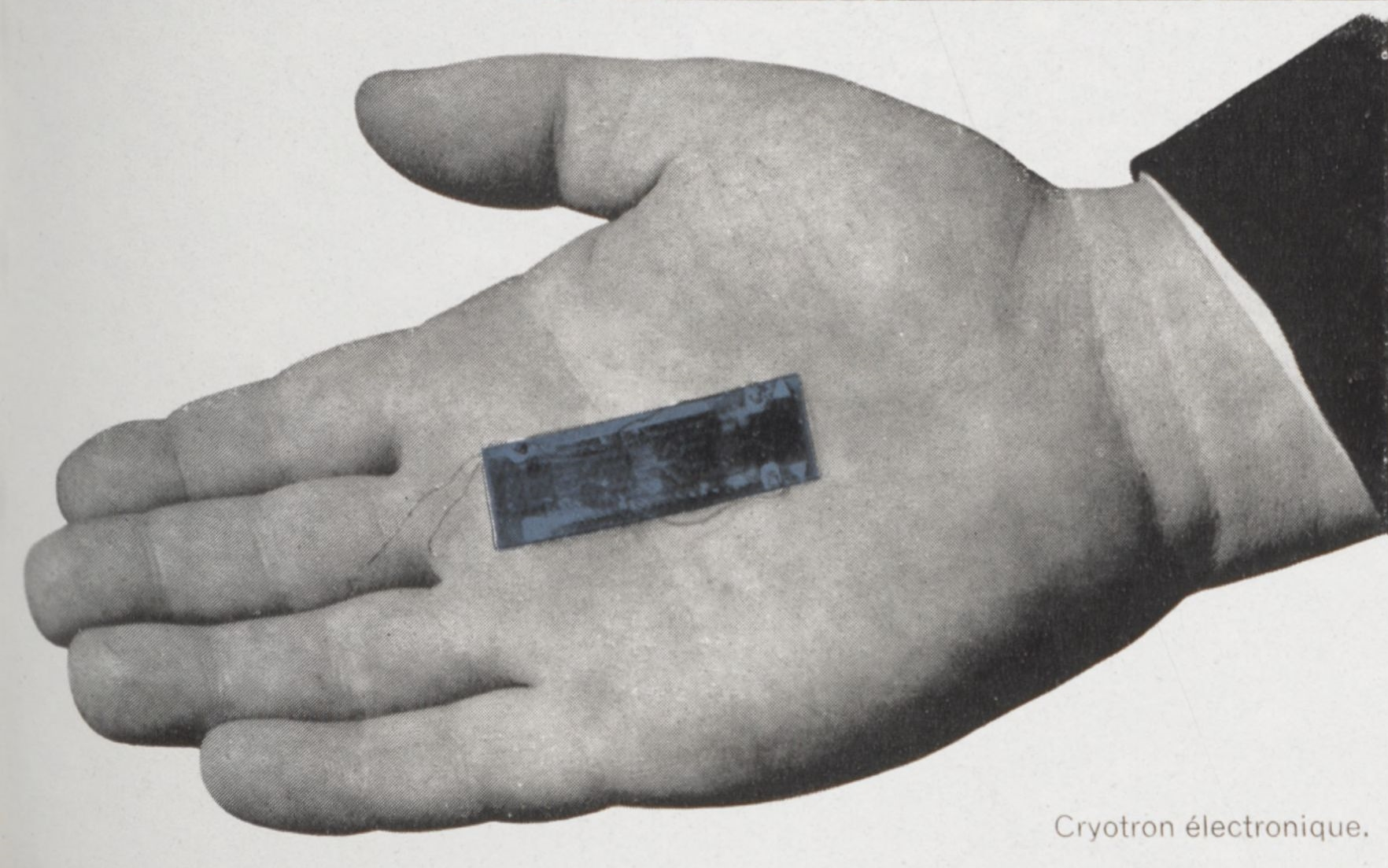
Kriotron

Kriotron – układ przełączający, zbudowany w oparciu o zjawisko nadprzewodnictwa. Poprzez pewną zmianę w polu magnetycznym, uzyskuje się zanik nadprzewodnictwa w przewodniku. W wyniku tego opór (rezystancja) rośnie od zera do dużych wartości. 
Kriotrony pierścieniowe mogą być wykorzystane do tworzenia doskonałych urządzeń pamięciowych, dzięki utrzymywaniu obiegu prądu teoretycznie w nieskończoność. Urządzenia te wykazują znikomo mały pobór mocy.